# Nenad Milovanović
Nenad Milovanović, cyr. Ненад Миловановић (ur. 15 sierpnia 1969 roku w Lučani) – serbski trener piłkarski.
W 2019 został selekcjonerem reprezentacji Serbii U-21.